# Distretto di Bregenz

Comuni del distretto di Bregenz (sono indicate in rosso il capoluogo, in blu i comuni con diritto di mercato, in verde gli altri comuni. Il numero nell'elenco corrisponde alla posizione del comune nella carta).

Il distretto di Bregenz (in tedesco Bezirk Bregenz) è un distretto amministrativo austriaco dello Stato del Vorarlberg.

## Geografia antropica

### Città
1. Bregenz

### Comuni mercato
1. Bezau
2. Hard
3. Hörbranz
4. Lauterach
5. Wolfurt

### Comuni
1. Alberschwende
2. Andelsbuch
3. Au
4. Bildstein
5. Bizau
6. Buch
7. Damüls
8. Doren
9. Egg
10. Eichenberg
11. Fußach
12. Gaißau
13. Hittisau
14. Höchst
15. Hohenweiler
16. Hörbranz
17. Kennelbach
18. Krumbach
19. Langen
20. Langenegg
21. Lingenau
22. Lochau
23. Mellau
24. Mittelberg
25. Möggers
26. Reuthe
27. Riefensberg
28. Schnepfau
29. Schoppernau
30. Schröcken
31. Schwarzach
32. Schwarzenberg
33. Sibratsgfäll
34. Sulzberg
35. Warth